# Canon de 76 mm modèle 1902
Le canon de 76 mm modèle 1902, en russe 76,2-мм полевая пушка образца 1902 года (abrégé en 76,2-мм обр. 1902 г.), ou encore canon de 76,2 mm modèle 1902 Poutilov, est un canon léger de campagne russe notamment utilisé lors de la guerre russo-japonaise, la Première Guerre mondiale, la guerre civile russe, et ultérieurement par des pays de l'ex-Empire russe telles la Pologne, la Finlande ou l'Estonie.
Une version modernisée en 1930 (M02/30) est utilisée lors de la Seconde Guerre mondiale, et se retrouve en grand nombre entre les mains de la Wehrmacht, qui la réutilisera principalement sur le Mur de l'Atlantique.

## Histoire

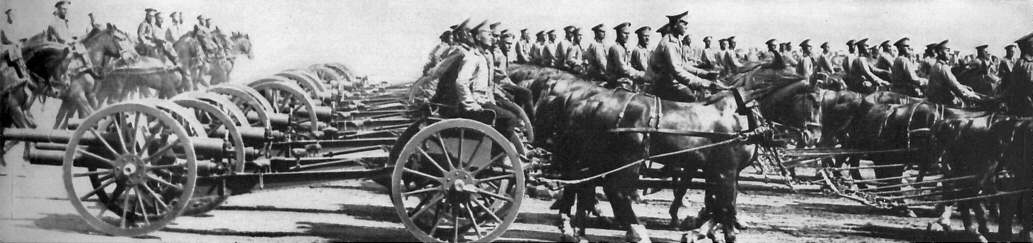
Batterie hippomobile de canons de 76 mm modèle 1902.

Le canon de 76,2 mm (le calibre correspondant à un canon de trois pouces : 3-дюймовая, трёхдюймовка) a été développé en 1902 par l'entreprise Poutilov (depuis 1934, renommée l'arsenal Kirov) de Saint-Pétersbourg. Il associe les innovations de l'époque comme le chargement manuel par culasse à vis, un système de pointage permettant le tir indirect ou encore un système de freinage du recul. Il est conçu en acier ordinaire pour une fabrication de masse. 
Il utilise également toute une gamme de munitions, propulsées par un explosif sans fumée, allant du shrapnel, aux obus fusants, explosifs, incendiaires, à gaz ou fumigènes.
Par ses caractéristiques et son emploi, il est comparable au canon de 77 mm allemand ou au canon de 75 mm français. Le général Ludendorff estimait même qu'il était le meilleur des trois.
Pilier de l'artillerie russe du début du siècle, il fera l'objet d'évolution. En 1906, les sièges dont il était muni de part et d'autre du canon sont remplacés par un bouclier en trois parties : bouclier extérieur doté d'une large ouverture rectangulaire autour du fût du canon, bouclier interieur décalé vers l'arrière couvrant cette ouverture, et bouclier supplémentaire articulé à la partie supérieure du bouclier extérieur .
La production s'arrête en 1931 pour laisser place à une version modernisée, le 76,2 mm modèle 1902/30 (en).

## Emploi
Le 76,2 mm reçut son baptême du feu lors de la guerre russo-japonaise. Devenu pilier de l'artillerie de campagne de l'armée impériale russe, il fut par la suite utilisé pendant la Première Guerre mondiale. Après la chute de l'Empire russe en 1917, il servit aussi bien les Russes blancs que l'Armée rouge pendant la guerre civile. Lors de l'intervention occidentale aux côtés des nationalistes ou lors de la guerre russo-polonaise de 1920, il connut en quelques occasions des utilisations anti-char contre des Renault FT.
Comme de grandes quantités de munitions existaient encore dans les années 1930, il fut utilisé de nouveau au début de la Seconde Guerre mondiale. Certains capturés par les Allemands furent réutilisés sous le nom de 7,62 cm FK 295/1(r).
On le retrouva encore dans les armées chinoise ou nord-coréenne.